# Алия Бхат
Алия Бхат (на английски: Alia Bhatt, хинди: आलिया भट्ट) е индийска киноактриса и певица.

## Биография
Алия е родена на 15 март 1993 г. в семейството на режисьора Махеш Бхат и актрисата Сони Раздан. Баща ѝ е с гуджаратски произход, а майка ѝ – с кашмирски и немски произход. Режисьорът Нанабхай Бхат ѝ е дядо по бащина линия. Тя има по-голяма сестра – Щахин, полусестра – Пуджа Бхат и полубрат – Рахул Бхат. Актьорът Емран Хашми и режисьорът Мохит Сури са нейни братовчеди по майчина линия, а продуцентът Мукеш Бхат ѝ е чичо.
Първата малка роля, която получава Алия, е във филма „Криминален роман“ от 1999 г. с участието на Акшай Кумар и Прити Зинта. В този филм Алия играе ролята на героинята на Зинта като дете.

## Избрана филмография
- Student of the Year (2012) – Шаная Синхания
- Highway (2014) – Вира Трипатхи[1]
- 2 States – Анания Сваминатан
- Humpty Sharma Ki Dulhania (2014) – Кавия Пратап Сингх
- Dear Zindagi (2016) – Кайра[2]

## Награди и номинации
- 2013 – суперзвездата на утрешния ден (жена) – Student of the Year – номинирана
- 2013 – най-добър дебют (жена) – Student of the Year – номинирана
- 2013 – най-обещаващ дебютант (жена) – Student of the Year – номинирана
- 2015 – най-добър дебют (жена) – Highway
- 2015 – най-добра актриса – Highway – номинирана
- 2015 – награда на критиката за най-добра актриса – Highway
- 2015 – най-добра актриса – 2 States – номинирана
- 2016 – най-добра актриса – Udta Punjab
- 2016 – най-добра актриса – Dear Zindagi – номинирана